# Журавлі (Євпаторійський район)
Журавлі́ (до 1945 року — Ґартенштат; крим. Gartenştadt, їд. גאַרדאַן שטאָט) — село Євпаторійського району Автономної Республіки Крим.
В селі знаходиться мечеть Ґортенштадт Джамісі.

## Географія
Село Журавлі розташоване практично в центрі району, у степовій частині Криму у верхів'ї однієї з балок, що впадають з північного сходу в озеро Сасик, висота села над рівнем моря — 16 м.
Найближчі села: практично примикає з північного сходу Листове, Долинка — у 1,5 км на південний схід і Охотникове — в 2,5 км на південний захід.
Відстань до райцентру — близько 24 кілометрів, там же найближча залізнична станція.

## Історія
Судячи за доступними історичними документами, єврейська землеробська артіль Ґартенштат (у перекладі з їдиш — Місто-сад) була заснована в Євпаторійському районі в 1930 році, в 1931 році перетворена в село і організовано колгосп ім. Молотова.
Після утворення в 1935 році Сакського району село включили до його складу. Незабаром після початку вітчизняної війни частина єврейського населення Криму була евакуйована, з решти під окупацією більшість розстріляні.
Указом Президії Верховної Ради РРФСР від 18 травня 1948 року село Ґортенштат, перейменували в Журавлі.
Указом Президії Верховної Ради УРСР «Про укрупнення сільських районів Кримської області», від 30 грудня 1962 село приєднали до Євпаторійському району. 1 січня 1965, указом Президії ВР УРСР «Про внесення змін до адміністративного районування УРСР — по Кримській області», Євпаторійський район був скасований і село знову включили до складу Сакського.

## Галерея

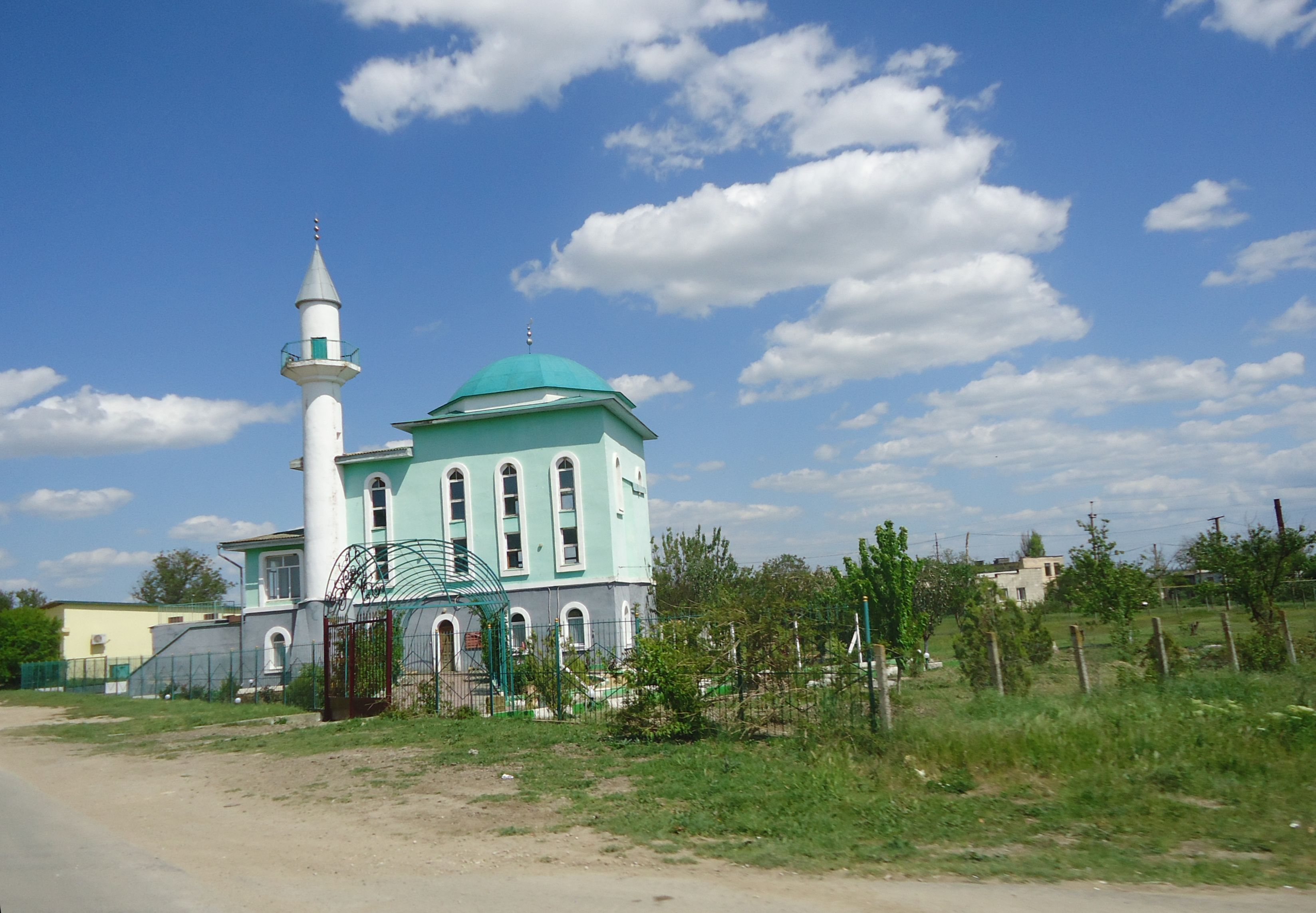
Мечеть Ґортенштадт Джамісі